# Andreï Loguinov
Pour les articles homonymes, voir Loguinov.
Andreï Loguinov (en russe : Андрей Логинов), né le 3 mars 1972 à Tiraspol, Moldavie, est un athlète russe spécialiste du 800 mètres. 

## Carrière
En 1994, Andreï Loguinov remporte l'or sur 800 mètres aux Championnats d'Europe en salle, avec un temps de 1 min 46 s 38. Il s'impose devant l'Espagnol Luis Javier González et le Français Ousmane Diarra.

### Palmarès
| Date | Compétition                    | Lieu              | Résultat | Épreuve | Performance   |
| ---- | ------------------------------ | ----------------- | -------- | ------- | ------------- |
| 1990 | Championnats du monde juniors  | Plovdiv           | 6e       | 1 500 m | 3 min 44 s 79 |
| 1991 | Championnats d'Europe juniors  | Thessalonique     | 4e       | 1 500 m | 3 min 53 s 81 |
| 1994 | Championnats d'Europe en salle | Paris             | 1er      | 800 m   | 1 min 46 s 38 |
| 1994 | Goodwill Games                 | Saint-Pétersbourg | 1er      | 800 m   | 1 min 46 s 65 |

### Records
| Épreuve      | Performance   | Lieu     | Date           |
| ------------ | ------------- | -------- | -------------- |
| 800 mètres   | 1 min 45 s 03 | Lausanne | 5 juillet 1995 |
| 1 500 mètres | 3 min 35 s 53 | Moscou   | 5 juin 1995    |